# Allan Sherman
Allan Sherman (30 de noviembre de 1924-20 de noviembre de 1973) fue un guionista y productor televisivo famoso por la composición de canciones parodia en los inicios de la década de 1960. Nacido en Chicago, Illinois, su primer álbum, My Son, the Folk Singer (1962), se convirtió en el disco más rápidamente vendido de su época. Su mayor éxito en single fue "Hello Muddah, Hello Faddah", una canción novedad en la que, con la música de Amilcare Ponchielli en la Danza de las Horas, un muchacho describe sus experiencias en un campamento veraniego.

## Guionista y productor televisivo
Sherman creó un concurso televisivo titulado "I Know  a Secret." El productor Mark Goodson utilizó la idea de Sherman y llevó a cabo el programa I've Got a Secret, emitido en la CBS entre 1952 y 1967. En vez de compensarle económicamente, Mark Goodson-Bill Todman Productions nombraron a Sherman productor del show. A  pesar de ser conocido por su cordial relación con todos los que trabajaban con él, surgieron conflictos cuando se intentó restringir la creatividad de Sherman. Finalmente, como consecuencia de una idea emitida en un programa el 11 de junio de 1958, y que resultó un fracaso, Sherman fue despedido de su puesto de productor. A pesar de ello, en años posteriores Mark Goodson y Bill Todman llevaron a Sherman varias veces como artista invitado a sus shows, una vez consiguió la fama tras el estreno de sus discos.
Sherman también produjo un concurso en 1954 de corta trayectoria, What's Going On?, el cual era tecnológicamente ambicioso, con invitados en el estudio interactuando en directo con múltiples cámaras en localizaciones remotas. Además, en 1961 produjo otro concurso para Al Singer Productions, Your Surprise Package, emitido por la CBS y presentado por George Fenneman.

## Canciones parodia
En 1951 Sherman grabó un sencillo con la veterana cantante Sylvia Froos, y en el mismo se incluían las canciones "A Satchel and a Seck", parodiando "A Bushel and a Peck" del musical Guys and Dolls, y "Jake's Song". El disco no tuvo buenas ventas. Más adelante observó que las canciones parodia que cantaba para divertir a sus amigos y familiares tenían éxito fuera de su círculo íntimo. Sherman vivía en Brentwood, Los Ángeles, y era vecino de Harpo Marx, que le invitó a cantar sus parodias en fiestas con sus amistades. Tras una de ellas, George Burns telefoneó a un ejecutivo de una discográfica, convenciéndole para que contratara a Sherman. El resultado fue un álbum titulado My Son, the Folk Singer, lanzado en 1962. Vendió más de un millón de copias, y recibió un Disco de Oro. El disco tuvo tanto éxito que  rápidamente hubo de lanzarse otro, el titulado My Son, the Celebrity.
En 1962, capitalizando su éxito, Jubilee Records reeditó el sencillo de Sherman de 1951 en el álbum More Folk Songs by Allan Sherman and His Friends, que era una compilación con material de comediantes como Sylvia Froos, Fyvush Finkel y Lee Tully, además de trabajos de Sherman.
Como sugieren los títulos de los discos, los primeros dos álbumes de Sherman fueron principalmente versiones de viejas canciones populares a las que infundió humor judío. Uno de sus primeros éxitos fue "Sarah Jackman", una parodia de "Frère Jacques" en la cual él y una mujer (Christine Nelson) intercambian chismes familiares. La fama de "Sarah Jackman" (así como del álbum "My Son the Folksinger") aumentó cuando se supo que el presidente John F. Kennedy cantaba la canción en el hall de un hotel. 
Sherman escribió sus parodias en colaboración con Lou Busch. Unas pocas de las canciones de Sherman y Busch fueron creaciones completamente originales, tanto en la música como en las letras. Esas canciones —sobre todo "Go to Sleep, Paul Revere" y "Peyton Place"— son canciones novedad.
Sin embargo, Sherman tuvo problemas para obtener permiso para grabar en provecho suyo sus parodias. Así algunos de los más conocidos compositores y letristas no toleraban las parodias de sus composiciones, y entre ellos figuraban Irving Berlin, Richard Rodgers, George y Ira Gershwin, Alan Jay Lerner, y Frederick Loewe, así como los herederos de Lorenz Hart, Oscar Hammerstein II, Kurt Weill, y Bertolt Brecht. En los primeros años sesenta, Sherman y Busch escribieron un musical titulado "Fairfax Lady", una parodia de My Fair Lady, sin el permiso de Alan Jay Lerner. Sin embargo, Lerner y Sherman acordaron que "Fairfax Lady" se representara bajo estrictas condiciones: solamente en un teatro del distrito Fairfax de Los Ángeles, sin fotografías o grabaciones visuales y sin edición discográfica. 
Aunque Sherman creía que todas las canciones parodiadas en My Son, the Folk Singer eran de dominio público, dos de ellas, "Matilda" y "Water Boy" —parodiadas como "My Zelda" y "Seltzer Boy", respectivamente— tenían realmente derechos de autor, motivo por el cual Sherman hubo de enfrentarse a un pleito.
En 1963 grabó My Son, The Nut, disco en el cual Sherman parodiaba temas musicales clásicos y populares utilizando temas como el automatismo en el trabajo ("Automation" sobre la base de la canción "Fascination"), los viajes espaciales ("Eight Foot Two, Solid Blue", sobre el tema musical "Five Foot Two, Eyes of Blue"), el éxodo de la ciudad a los suburbios ("Here's to the Crabgrass," sobre la canción "English Country Garden"), y una parodia sobre su propia hinchada figura ("Hail to Thee, Fat Person").

## Un éxito en el Top 40
Una canción de My Son, The Nut, una parodia de un campamento veraniego titulada "Hello Muddah, Hello Fadduh", se convirtió en una canción novelty de éxito, llegando al número 2 de la lista Billboard Hot 100 durante tres semanas de finales del verano de 1963. Las letras se cantaban con la música de la "Danza de las Horas" de Amilcare Ponchielli, conocida por el público por oírse en el film de Walt Disney Fantasía.  Sherman tuvo otro éxito en el Top 40, una versión de 1965 del tema de Petula Clark "Downtown" que tituló "Crazy Downtown", y que estuvo una semana en el número 40. Otros dos singles de Sherman se mantuvieron en posiciones bajas del Billboard 100: una nueva versión de "Hello Mudduh, Hello Fadduh" (n.º 59 en 1964) y "The Drinking Man's Diet" (n.º 98 en 1965). 
Las canciones del siguiente álbum de Sherman, My Name Is Allan (1965), estaban temáticamente conectadas: exceptuando un par de novelty songs originales con música de Sherman y Busch, todos los temas del disco eran parodias de canciones que habían ganado o habían sido nominadas al Óscar a la mejor canción original. Entre las mismas se incluían "That Old Black Magic," "Secret Love," "The Continental,""Chim Chim Cheree", y "Call Me Irresponsible." La cubierta del disco llevaba una fotografía infantil de Sherman. Esto, así como el título del álbum, eran referencias al disco de Barbra Streisand My Name is Barbra, lanzado ese mismo año, y en cuya cubierta aparecía una foto de la cantante de cuando era niña.
Durante su breve auge, las parodias de Sherman fueron tan populares que él tuvo al menos un imitador contemporáneo: My Son the Copycat fue un disco de parodias interpretadas por Stanley Ralph Ross y escritas por Ross y Bob Arbogast. 

## Últimos trabajos
En la cima de su popularidad en 1965, Sherman publicó una autobiografía, A Gift of Laughter, y, durante un corto período de tiempo, Sherman estuvo culturalmente omnipresente. Así, canto y participó en The Tonight Show Starring Johnny Carson, intervino en la producción de los tres primeros álbumes de Bill Cosby, actuó en la Macy's Thanksgiving Day Parade, y cantó "The Dropouts' March" en la edición del 6 de marzo de 1964 del programa satírico de la NBC That Was The Week That Was.
Además, en 1964 Sherman narró su propia versión de la obra de Serguéi Prokófiev Pedro y el lobo en un concierto que tuvo lugar en Tanglewood con la Boston Pops Orchestra bajo la dirección de Arthur Fiedler. El concierto, grabado en un disco con el título de Peter and the Commissar, también incluía "Variations on 'How Dry I Am'", con Sherman como director, y "The End of a Symphony". 
Los últimos discos de Sherman fueron más satíricos, metiéndose con las protestas estudiantiles ("The Rebel"), las deudas de los consumidores ("A Waste of Money", basada en la canción "A Taste of Honey"), y la brecha generacional ("Crazy Downtown" y "Pop Hates the Beatles").
A menudo se solicitaron los servicios de Sherman para producir canciones especialmente dirigidas a empresas. Para Scott Paper Company se creó el disco Music to Dispense With, distribuido a sus vendedores y clientes. En el mismo podían escucharse los temas Makin' Coffee, Vending Machines, There Are Cups, That's How The Change Is Made, The Wonderful Tree In The Forest y Scott Cups.
Sherman creó asimismo ocho spots radiofónicos para la marca Encron. Fue motivo del disco Allan Sherman Pours It On For Carpets Made With Encron Polyester, en el cual podían escucharse "Encron Is A Brand New Fiber", "Put Them All Together, They Spell Encron", "There's A Fiber Called Encron", "Encron Alive, Alive-O", "Encron's The Name", "Why They Call It Encron", "Encron, Encron" y "Encron Is A Great New Fiber".

## Ocaso
La carrera de éxitos de Sherman tuvo poca vida: tras un pico en 1963, su fama declinó con bastante rapidez. Tras el asesinato del Presidente Kennedy, el imitador Vaughn Meader prometió no imitar nunca más a Kennedy, y quizás debido a esta ominosa influencia – Meader era un imitador muy famoso del momento – el público empezó a alejarse del tipo de comedia que llevaba a cabo Sherman.  En 1965 Sherman había estrenado dos discos que no llegaron al Top 50, y en 1966 el sello Warner Brothers prescindió de sus servicios. Su último álbum para la compañía, Togetherness, se lanzó en 1967 con malas críticas y peores ventas. Todos los discos previos de Sherman se habían grabado en directo frente al público, pero en el caso de Togetherness eso no fue así, y la falta de público y de su respuesta ante la actuación afectaron al resultado.
En 1969 Sherman escribió el guion y las letras – pero no la música, que compuso Albert Hague – para The Fig Leaves Are Falling, un fallido musical que únicamente tuvo cuatro representaciones en el circuito de Broadway en 1969, a pesar de la dirección de George Abbott y de un reparto en el que se encontraban Barry Nelson, Dorothy Loudon y David Cassidy. Todavía creativo, en 1973 Sherman publicó el controvertido libro The Rape of the A*P*E*, que detallaba su punto de vista sobre el puritanismo americano y la revolución sexual.
En 1971 Sherman dio voz a The Cat in the Hat de Dr. Seuss para el especial televisivo El Gato con Sombrero. Así mismo, dio voz a Dr. Seuss on the Loose, su último proyecto antes de fallecer.

## Fallecimiento
Al final de su vida, Sherman bebía y comía en exceso, motivo por el cual ganó peso de un modo peligroso. Además desarrolló una diabetes y sufrió una enfermedad pulmonar. En 1966 su esposa, Dee, solicitó el divorcio, consiguiendo la custodia de sus hijos.
Sherman vivió en el desempleo durante un tiempo, y tuvo que ingresar al Motion Picture & Television Country House and Hospital cercano a Calabasas, California, a fin de perder peso. Falleció a causa de un enfisema en su domicilio en West Hollywood, Los Ángeles, diez días antes de cumplir los 49 años. Fue enterrado en el Cementerio Hillside Memorial Park de Culver City.

## Trabajo musical

### Discografía
- My Son, the Folk Singer (1962)
- More Folk Songs by Allan Sherman and His Friends (1962)
- My Son, the Celebrity (1963)
- My Son, the Nut (1963)
- Allan in Wonderland (1964)
- Peter and the Commissar (1964)
- For Swingin' Livers Only (1964)
- My Name is Allan (1965)
- Live!! (Hoping You Are The Same) (1966)
- Togetherness (1967)
- Best of Allan Sherman (disco póstumo, 1979)
- My Son, The Greatest (disco póstumo, 1990)
- My Son, The Box (disco póstumo, 2005)

### Teatro musical
- The Fig Leaves Are Falling (1969) - Musical – letras, libreto
  - Canciones: "All Is Well in Larchmont," "Lillian," "All of My Laughter," "Give Me a Cause," "Today I Saw a Rose," "We," "For Our Sake," "Light One Candle," "Oh, Boy," "The Fig Leaves Are Falling," "For the Rest of My Life," "I Like It," "Broken Heart," "Old Fashioned Song," "Lillian, Lillian, Lillian," "Did I Ever Really Live?"  Música compuesta por Albert Hague.